# Coupe Memorial
La coupe Memorial est un trophée de hockey sur glace junior. Elle est remise à la meilleure équipe de hockey junior de la Ligue canadienne de hockey (LCH). Pour déterminer le récipiendaire de la coupe, un tournoi est organisé annuellement en mai. Les champions de la Ligue de hockey junior Maritimes Québec (LHJMQ), de la Ligue de hockey de l'Ontario (OHL) et de la Ligue de hockey de l'Ouest (WHL) y participent. Depuis 1983, l'équipe qui représente la ville hôte du tournoi participe également au tournoi. Si la ville hôte est également championne de sa ligue, l'équipe finaliste de cette ligue est alors invitée comme quatrième équipe.

## Histoire
La coupe Memorial est créée en 1919 pour souligner le sacrifice des soldats canadiens disparus lors de la Première Guerre mondiale. Depuis 2010, cette définition englobe tous les soldats canadiens tombés au champ d'honneur dans un conflit armé dans l'histoire du pays.
La coupe Memorial commence avec un tournoi où chaque équipe joue contre les trois autres. Après les six premiers jours d'activité, le classement est complet. L'équipe terminant 4e est éliminée tandis que celle terminant au 3e rang joue contre celle ayant terminée au 2e échelon lors du match de demi-finale. Le gagnant de cette rencontre affronte ensuite l'équipe ayant terminé le tournoi à la ronde en 1re place lors de la grande finale. En cas d'égalité à l'issue du premier tour entre les équipes au 3e et 4e rangs, une partie entre ces deux équipes est organisée, le gagnant accédant à la demi-finale.

## Champions de 1919 à 1971
À sa création, la coupe Memorial était d'abord remise par l'Association de hockey de l'Ontario (aujourd'hui la Ligue de hockey de l'Ontario) à la meilleure équipe de niveau Junior A au pays au terme d'une série de championnats locaux, provinciaux et interprovinciaux culminant avec une confrontation entre la meilleure équipe de l'est du pays et la meilleure équipe de l'ouest.
| Année | Champion                           | Finaliste                       | Ville hôte                                |
| ----- | ---------------------------------- | ------------------------------- | ----------------------------------------- |
| 1919  | Université de Toronto              | Patricias de Regina             | Toronto, ON                               |
| 1920  | Canoe Club Paddlers de Toronto     | Juniors de Selkirk              | Toronto, ON                               |
| 1921  | Falcons de Winnipeg                | Midgets de Stratford            | Toronto, ON                               |
| 1922  | War Veterans de Fort William       | Patricias de Regina             | Winnipeg, MB                              |
| 1923  | Bisons de l'Université du Manitoba | Greenshirts de Kitchener        | Toronto, ON                               |
| 1924  | Greys d'Owen Sound                 | Canadians de Calgary            | Winnipeg, MB                              |
| 1925  | Patricias de Regina                | Aura Lee de Toronto             | Toronto, ON                               |
| 1926  | Canadians de Calgary               | Université Queen's              | Winnipeg, MB                              |
| 1927  | Greys d'Owen Sound                 | Bruins de Port Arthur West End  | Toronto, ON                               |
| 1928  | Monarchs de Regina                 | Gunners d'Ottawa                | Toronto, ON                               |
| 1929  | Marlboros de Toronto               | Millionaires d'Elmwood          | Toronto, ON                               |
| 1930  | Pats de Regina                     | Nationals de West Toronto       | Winnipeg, MB                              |
| 1931  | Millionaires d'Elmwood             | Primroses d'Ottawa              | Toronto, ON et Ottawa, ON                 |
| 1932  | Wolves de Sudbury                  | Monarchs de Winnipeg            | Winnipeg, MB                              |
| 1933  | Redmen de Newmarket                | Patricias de Regina             | Toronto, ON                               |
| 1934  | St. Michael's Majors de Toronto    | Athletics d'Edmonton            | Winnipeg, MB                              |
| 1935  | Monarchs de Winnipeg               | Cub Wolves de Sudbury           | Winnipeg, MB                              |
| 1936  | Nationals de West Toronto          | Wesleys de Saskatoon            | Toronto, ON                               |
| 1937  | Monarchs de Winnipeg               | Redmen de Copper Cliff          | Toronto, ON                               |
| 1938  | Seals de St. Boniface              | Generals d'Oshawa               | Toronto, ON                               |
| 1939  | Generals d'Oshawa                  | Athletic Club d'Edmonton        | Toronto, ON                               |
| 1940  | Generals d'Oshawa                  | Thistles de Kenora              | Winnipeg, MB                              |
| 1941  | Rangers de Winnipeg                | Royaux de Montréal              | Toronto, ON                               |
| 1942  | Terriers de Portage-la-Prairie     | Generals d'Oshawa               | Winnipeg, MB                              |
| 1943  | Rangers de Winnipeg                | Generals d'Oshawa               | Toronto, ON                               |
| 1944  | Generals d'Oshawa                  | Smoke Eaters de Trail           | Toronto, ON                               |
| 1945  | St. Michael's Majors de Toronto    | Canucks de Moose Jaw            | Toronto, ON                               |
| 1946  | Monarchs de Winnipeg               | St. Michael's Majors de Toronto | Toronto, ON                               |
| 1947  | St. Michael's Majors de Toronto    | Canucks de Moose Jaw            | Winnipeg, MB; Moose Jaw, SK et Regina, SK |
| 1948  | Bruins de Port Arthur West End     | Flyers de Barrie                | Toronto, ON                               |
| 1949  | Royaux de Montréal                 | Wheat Kings de Brandon          | Winnipeg, MB et Brandon, MB               |
| 1950  | Canadien junior de Montréal        | Pats de Regina                  | Montréal, QC et Toronto, ON               |
| 1951  | Flyers de Barrie                   | Monarchs de Winnipeg            | Winnipeg, MB et Brandon, MB               |
| 1952  | Biltmore Mad Hatters de Guelph     | Pats de Regina                  | Toronto, ON                               |
| 1953  | Flyers de Barrie                   | Canadiens de St-Boniface        | Winnipeg, MB et Brandon, MB               |
| 1954  | Teepees de Saint Catharines        | Oil Kings d'Edmonton            | Toronto, ON                               |
| 1955  | Marlboros de Toronto               | Pats de Regina                  | Regina, SK                                |
| 1956  | Marlboros de Toronto               | Pats de Regina                  | Toronto, ON                               |
| 1957  | Bombers de Flin Flon               | Canadiens junior d'Ottawa       | Flin Flon, MB et Regina, SK               |
| 1958  | Canadiens juniors d'Ottawa         | Patricias de Regina             | Ottawa, ON et Hull, QC                    |
| 1959  | Braves de Winnipeg                 | Petes de Peterborough           | Winnipeg, MB et Brandon, MB               |
| 1960  | Teepees de Saint Catharines        | Oil Kings d'Edmonton            | Saint Catharines, ON et Toronto, ON       |
| 1961  | St. Michael's Majors de Toronto    | Oil Kings d'Edmonton            | Edmonton, AB                              |
| 1962  | Red Wings de Hamilton              | Oil Kings d'Edmonton            | Hamilton, ON; Guelph, ON et Kitchener, ON |
| 1963  | Oil Kings d'Edmonton               | Flyers de Niagara Falls         | Edmonton, AB                              |
| 1964  | Marlboros de Toronto               | Oil Kings d'Edmonton            | Toronto, ON                               |
| 1965  | Flyers de Niagara Falls            | Oil Kings d'Edmonton            | Edmonton, AB                              |
| 1966  | Oil Kings d'Edmonton               | Generals d'Oshawa               | Toronto, ON                               |
| 1967  | Marlboros de Toronto               | Marrs de Port Arthur            | Thunder Bay, ON                           |
| 1968  | Flyers de Niagara Falls            | Bruins d'Estevan                | Niagara Falls, ON et Montréal, QC         |
| 1969  | Canadien junior de Montréal        | Pats de Regina                  | Montréal, QC et Regina, SK                |
| 1970  | Canadien junior de Montréal        | Red Wings de Weyburn            | Montréal, QC                              |
| 1971  | Remparts de Québec                 | Oil Kings d'Edmonton            | Québec, QC                                |

## Champions de 1972 à 1982
À partir de 1972, Hockey Canada divisa le niveau Junior A en deux niveaux. Désormais, le gagnant de la coupe Memorial allait être décidé lors d'un tournoi entre les champions des trois ligues de catégorie dite Junior Majeur, soit la Ligue de hockey de l'Ouest, la Ligue de hockey de l'Ontario et la Ligue de hockey junior majeur du Québec, dans une ville neutre.
Champions en gras et finaliste en italique.
| Année | LHOu                      | LHO                             | LHJMQ                      | Ville hôte                           |
| ----- | ------------------------- | ------------------------------- | -------------------------- | ------------------------------------ |
| 1972  | Oil Kings d'Edmonton      | Petes de Peterborough           | Royals de Cornwall         | Ottawa                               |
| 1973  | Tigers de Medicine Hat    | Marlboros de Toronto            | Remparts de Québec         | Montréal                             |
| 1974  | Pats de Regina            | Black Hawks de Saint-Catharines | Remparts de Québec         | Calgary                              |
| 1975  | Bruins de New Westminster | Marlboros de Toronto            | Castors de Sherbrooke      | Kitchener                            |
| 1976  | Bruins de New Westminster | Fincups de Hamilton             | Remparts de Québec         | Montréal                             |
| 1977  | Bruins de New Westminster | 67's d'Ottawa                   | Castors de Sherbrooke      | Vancouver                            |
| 1978  | Bruins de New Westminster | Petes de Peterborough           | Draveurs de Trois-Rivières | Sudbury et Sault-Sainte-Marie        |
| 1979  | Wheat Kings de Brandon    | Petes de Peterborough           | Draveurs de Trois-Rivières | Sherbrooke, Trois-Rivières et Verdun |
| 1980  | Pats de Regina            | Petes de Peterborough           | Royals de Cornwall         | Brandon et Regina                    |
| 1981  | Cougars de Victoria       | Rangers de Kitchener            | Royals de Cornwall         | Windsor                              |
| 1982  | Winter Hawks de Portland  | Rangers de Kitchener            | Castor de Sherbrooke       | Hull                                 |

## Champions depuis 1983
À partir de 1983, une quatrième équipe s'ajouta au tournoi, celle représentant la ville hôtesse. Si celle-ci est également championne de sa ligue, l'équipe qu'elle a vaincue en finale la remplace en tant que représentante officielle de ladite ligue.
Champions en gras et finalistes en italique. Le nom d'une équipe accompagné d'un astérisque (*) indique que celle-ci a été invitée au tournoi en tant que finaliste de sa ligue.
| Année | LHOu                                                                                       | LHO                                                                                        | LHJMQ                                                                                      | Équipe hôte                                                                                |
| ----- | ------------------------------------------------------------------------------------------ | ------------------------------------------------------------------------------------------ | ------------------------------------------------------------------------------------------ | ------------------------------------------------------------------------------------------ |
| 1983  | Broncos de Lethbridge                                                                      | Generals d'Oshawa                                                                          | Canadiens junior de Verdun                                                                 | Winter Hawks de Portland                                                                   |
| 1984  | Oilers de Kamloops                                                                         | 67 d'Ottawa                                                                                | Voisins de Laval                                                                           | Rangers de Kitchener                                                                       |
| 1985  | Raiders de Prince Albert                                                                   | Greyhounds de Sault Ste. Marie                                                             | Canadiens junior de Verdun                                                                 | Cataractes de Shawinigan                                                                   |
| 1986  | Blazers de Kamloops                                                                        | Platers de Guelph                                                                          | Olympiques de Hull                                                                         | Winter Hawks de Portland                                                                   |
| 1987  | Tigers de Medicine Hat                                                                     | Generals d'Oshawa                                                                          | Chevaliers de Longueuil                                                                    | Generals d'Oshawa                                                                          |
| 1988  | Tigers de Medicine Hat                                                                     | Spitfires de Windsor                                                                       | Olympiques de Hull                                                                         | Voltigeurs de Drummondville                                                                |
| 1989  | Broncos de Swift Current                                                                   | Petes de Peterborough                                                                      | Titan de Laval                                                                             | Blades de Saskatoon                                                                        |
| 1990  | Blazers de Kamloops                                                                        | Generals d'Oshawa                                                                          | Titan de Laval                                                                             | Rangers de Kitchener                                                                       |
| 1991  | Chiefs de Spokane                                                                          | Greyhounds de Sault Ste. Marie                                                             | Saguenéens de Chicoutimi                                                                   | Voltigeurs de Drummondville                                                                |
| 1992  | Blazers de Kamloops                                                                        | Greyhounds de Sault Ste. Marie                                                             | Collège français de Verdun                                                                 | Thunderbirds de Seattle                                                                    |
| 1993  | Broncos de Swift Current                                                                   | Petes de Peterborough                                                                      | Titan de Laval                                                                             | Sault Ste. Marie                                                                           |
| 1994  | Blazers de Kamloops                                                                        | Centennials de North Bay                                                                   | Saguenéens de Chicoutimi                                                                   | Titan de Laval                                                                             |
| 1995  | Wheat Kings de Brandon*                                                                    | Red Wings junior de Détroit                                                                | Olympiques de Hull                                                                         | Blazers de Kamloops                                                                        |
| 1996  | Wheat Kings de Brandon                                                                     | Storm de Guelph*                                                                           | Prédateurs de Granby                                                                       | Petes de Peterborough                                                                      |
| 1997  | Hurricanes de Lethbridge                                                                   | Generals d'Oshawa                                                                          | Saguenéens de Chicoutimi*                                                                  | Olympiques de Hull                                                                         |
| 1998  | Winter Hawks de Portland                                                                   | Storm de Guelph                                                                            | Foreurs de Val-d'Or                                                                        | Chiefs de Spokane                                                                          |
| 1999  | Hitmen de Calgary                                                                          | Bulls de Belleville                                                                        | Titan d'Acadie-Bathurst                                                                    | 67 d'Ottawa                                                                                |
| 2000  | Ice de Kootenay                                                                            | Colts de Barrie                                                                            | Océanic de Rimouski                                                                        | Mooseheads d'Halifax                                                                       |
| 2001  | Rebels de Red Deer                                                                         | 67 d'Ottawa                                                                                | Foreurs de Val-d'Or                                                                        | Pats de Regina                                                                             |
| 2002  | Ice de Kootenay                                                                            | Otters d'Érié                                                                              | Tigres de Victoriaville                                                                    | Storm de Guelph                                                                            |
| 2003  | Rockets de Kelowna                                                                         | Rangers de Kitchener                                                                       | Olympiques de Gatineau                                                                     | Remparts de Québec                                                                         |
| 2004  | Tigers de Medicine Hat                                                                     | Storm de Guelph                                                                            | Olympiques de Gatineau                                                                     | Rockets de Kelowna                                                                         |
| 2005  | Rockets de Kelowna                                                                         | 67 d'Ottawa*                                                                               | Océanic de Rimouski                                                                        | Knights de London                                                                          |
| 2006  | Giants de Vancouver                                                                        | Petes de Peterborough                                                                      | Remparts de Québec*                                                                        | Wildcats de Moncton                                                                        |
| 2007  | Tigers de Medicine Hat                                                                     | Whalers de Plymouth                                                                        | Maineiacs de Lewiston                                                                      | Giants de Vancouver                                                                        |
| 2008  | Chiefs de Spokane                                                                          | Bulls de Belleville*                                                                       | Olympiques de Gatineau                                                                     | Rangers de Kitchener                                                                       |
| 2009  | Rockets de Kelowna                                                                         | Spitfires de Windsor                                                                       | Voltigeurs de Drummondville                                                                | Océanic de Rimouski                                                                        |
| 2010  | Hitmen de Calgary                                                                          | Spitfires de Windsor                                                                       | Wildcats de Moncton                                                                        | Wheat Kings de Brandon                                                                     |
| 2011  | Ice de Kootenay                                                                            | Attack d'Owen Sound                                                                        | Sea Dogs de Saint-Jean                                                                     | St. Michael's Majors de Mississauga                                                        |
| 2012  | Oil Kings d'Edmonton                                                                       | Knights de London                                                                          | Sea Dogs de Saint-Jean                                                                     | Cataractes de Shawinigan                                                                   |
| 2013  | Winterhawks de Portland                                                                    | Knights de London                                                                          | Mooseheads d'Halifax                                                                       | Blades de Saskatoon                                                                        |
| 2014  | Oil Kings d'Edmonton                                                                       | Storm de Guelph                                                                            | Foreurs de Val-d'Or                                                                        | Knights de London                                                                          |
| 2015  | Rockets de Kelowna                                                                         | Generals d'Oshawa                                                                          | Océanic de Rimouski                                                                        | Remparts de Québec                                                                         |
| 2016  | Wheat Kings de Brandon                                                                     | Knights de London                                                                          | Huskies de Rouyn-Noranda                                                                   | Rebels de Red Deer                                                                         |
| 2017  | Thunderbirds de Seattle                                                                    | Otters d'Érié                                                                              | Sea Dogs de Saint-Jean                                                                     | Spitfires de Windsor                                                                       |
| 2018  | Broncos de Swift Current                                                                   | Bulldogs de Hamilton                                                                       | Titan d'Acadie-Bathurst                                                                    | Pats de Regina                                                                             |
| 2019  | Raiders de Prince Albert                                                                   | Storm de Guelph                                                                            | Huskies de Rouyn-Noranda                                                                   | Mooseheads d'Halifax                                                                       |
| 2020  | Tournoi annulé en raison de la Pandémie de Covid-19 - La Coupe Memorial n'est pas décernée | Tournoi annulé en raison de la Pandémie de Covid-19 - La Coupe Memorial n'est pas décernée | Tournoi annulé en raison de la Pandémie de Covid-19 - La Coupe Memorial n'est pas décernée | Tournoi annulé en raison de la Pandémie de Covid-19 - La Coupe Memorial n'est pas décernée |
| 2021  | Tournoi annulé en raison de la Pandémie de Covid-19 - La Coupe Memorial n'est pas décernée | Tournoi annulé en raison de la Pandémie de Covid-19 - La Coupe Memorial n'est pas décernée | Tournoi annulé en raison de la Pandémie de Covid-19 - La Coupe Memorial n'est pas décernée | Tournoi annulé en raison de la Pandémie de Covid-19 - La Coupe Memorial n'est pas décernée |
| 2022  | Oil Kings d'Edmonton                                                                       | Bulldogs de Hamilton                                                                       | Cataractes de Shawinigan                                                                   | Sea Dogs de Saint-Jean                                                                     |
| 2023  | Petes de Peterborough                                                                      | Thunderbirds de Seattle                                                                    | Remparts de Québec                                                                         | Blazers de Kamloops                                                                        |
| 2024  | Warriors de Moose Jaw                                                                      | Knights de London                                                                          | Voltigeurs de Drummondville                                                                | Spirit de Saginaw                                                                          |

Source: Canadian Hockey League Memorial Cup archive.